# Shūhō Myōchō

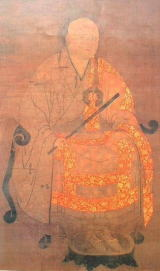
Shūhō Myōchō, Nationalschatz

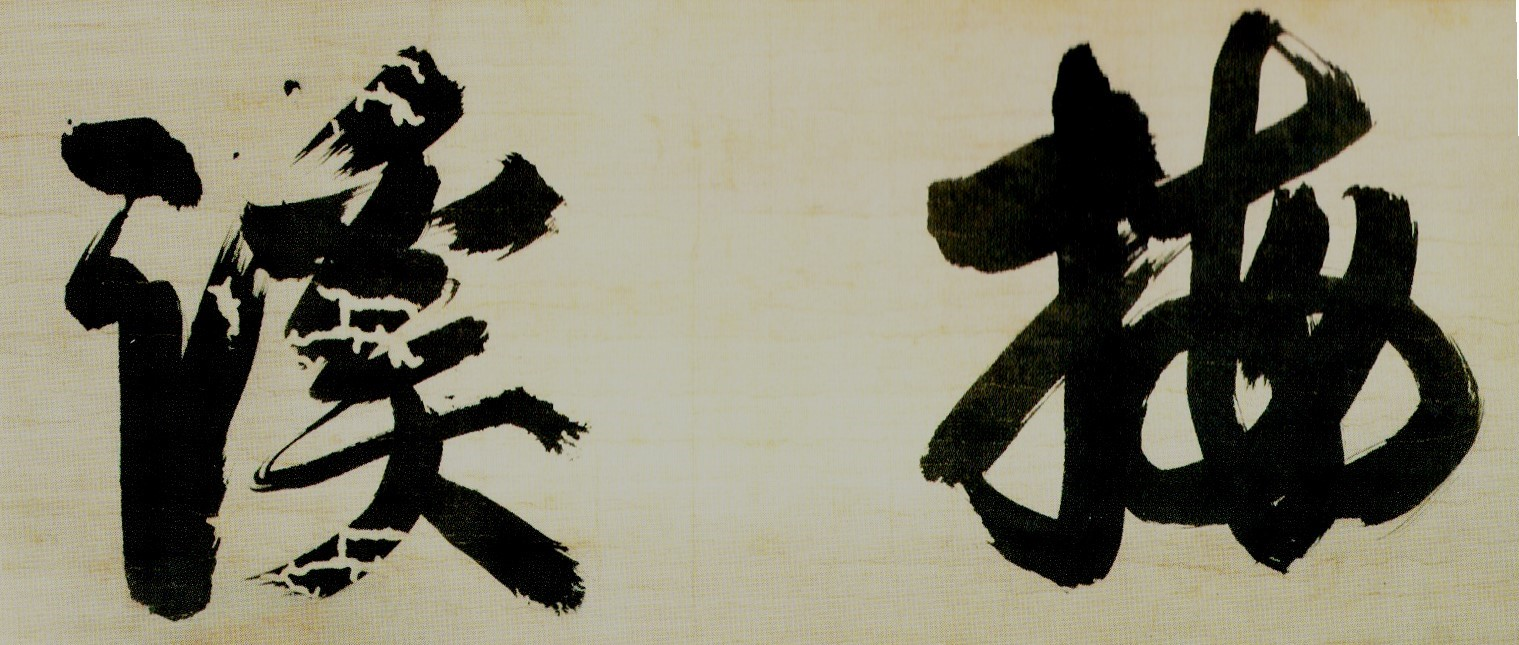
Shūhō Myōchō: „Bai-Kei“

Shūhō Myōchō (japanisch 宗峰 妙超, auch Sōhō Myōchō gelesen; geboren 7. Januar 1283 in der Provinz Harima; gestorben 13. Januar 1338) war ein japanischer Priester der Kamakura-Zeit.

## Leben und Wirken
Shūhō Myōchō studierte zunächst die buddhistische Glaubensrichtung Tendai, aber später reiste er nach Kyōto, wo er unter dem bekannten Meister Kōhō Kennichi (高峰 顕日; 1241–1316) im Tempel Manju-ji Zen praktizierte. Er besuchte das China der Song-Dynastie und kehrte im Jahr 1305 nach Japan zurück. Dort setzte er seine Studien fort unter Nampo Shōmyō (1235–1309), einem Schüler des chinesischen Priesters Lanxi Daolong (1213–1278), der im Jahr 1246 nach Japan gekommen war, und der eine strenge Zen-Kultur befürwortete.
Im Jahr 1308, nachdem Nanpo verstorben war, lebte Shūhō im Tempel Ungo-ji (雲居寺) im Ortsteil Higashiyama von Kyōto. Im Jahr 1315 suchte er Zuflucht bei seinem Onkel Akamatsu Norimura (赤松則村, 1277–1315), auch als Enshin（円心）bekannt, und baute einen kleinen Tempel, den Daitoku-an (大徳庵), in Murasaki (紫野の地), im nördlichen Bereich von Kyōto. Man kann sagen, dass dies der Ursprung des Daitoku-ji war. Als große Persönlichkeit zog er viele Anhänger an, die ebenfalls Tempel mit eigener Umgrenzung auf dem Gelände errichteten, so dass der Daitoku-ji zu einer ausgedehnten Anlage wurde. Kaiser Go-Daigo sah die Bedeutung des Daitoku-ji und verlieh ihm während der Kenmu-Restauration den Titel „Honchō Muhizen-en“ (本朝無比禅苑), womit er ihn dem Nanzen-ji ebenbürtig machte. Er wurde damit dem 1. Tempel der Gozan gleichgestellt. Im Jahr 1341 wurde der Daitoku-ji aus der Gozan-Gruppe entfernt, aber Shūhōs Linie, die sich durch rigorose Askese auszeichnet, behielt ihre entgegengesetzte Position zur Gozan-Schule.
Zu Shūhōs Schülern gehörten Sekizan (関山), Tettō Giko (徹翁 義亨; 1295–1365), Kaigan Ryōgi (海岸 了義; Geburts- und Sterbejahr unbekannt) und Kokei Dōjin (虎渓道壬; ?–1377). Er ist Autor von Büchern wie „Goroku“ (語録), „Hōgo“ (法語), „Hekiganshū Agyo“ (碧巌集下語) und „Daitō Hyakunijū-soku“ (大燈百二十則).
Kaiser Hanazono verlieh Shūhō posthum den Titel „Daitō kokushi“ (大燈国師) – etwa „Meister des großen Lichts“, unter dem man sich an ihn erinnert.